# 写真技能士
写真技能士（しゃしんぎのうし）とは、国家資格である技能検定制度の一種で、都道府県知事（問題作成等は中央職業能力開発協会、試験の実施等は都道府県職業能力開発協会）が実施する、写真に関する学科及び実技試験に合格した者をいう。
なお職業能力開発促進法により、写真技能士資格を持っていないものが写真技能士と称することは禁じられている。1級合格者は職業訓練指導員 (写真科)試験の実技試験と学科試験のうち関連学科が免除され、2級合格者は実技試験が免除される。

## 級別
1級、2級、3級の別がある。

## 実技作業試験内容（肖像写真作業）
- 1級

1. 4×5黒白シートフィルムで人物を撮影し、現像、修整、焼付け(密着及び引伸し)及び仕上げを行い、ポートレート写真を制作する。試験時間＝50分
2. 4×5カラーリバーサルシートフィルムで立体物の撮影を行う。試験時間＝25分
3. 与えられた黒白ネガフィルムを使用して覆い焼き引伸し作業を行う。試験時間＝3時間10分

歴史や撮影に関する学科試験のペーパーテスト有り。
- 2級

1. 黒白J120（ブローニ）フィルムで人物を撮影し、現像、修整(パスポート用写真は、ネガ修整を行う。)、引伸し焼付け及び仕上げを行い、パスポート用及びポートレート写真を制作する。試験時間＝50分
2. 黒白J120（ブローニ）フィルムで平面物を撮影し、平面物写真を制作する。試験時間＝20分
3. 与えられた黒白写真にスポッティング修整を行う。試験時間＝3時間20分

歴史や撮影に関する学科試験のペーパーテスト有り
- 3級：モデル(男)を、黒白J120(ブローニ)フィルムで撮影し、フィルム現像処理を行い、コンタクトプリント及び六切(8×10)の引伸しプリントを行い、ポートレート写真を制作する。試験時間＝3時間15分